# Characella tripodaria
Characella tripodaria är en svampdjursart som först beskrevs av Schmidt 1868.  Characella tripodaria ingår i släktet Characella och familjen Pachastrellidae. Inga underarter finns listade i Catalogue of Life.